# (33497) 1999 GD19
1999 GD19 (asteroide 33497) é um asteroide da cintura principal. Possui uma excentricidade de 0.15493040 e uma inclinação de 14.47114º.
Este asteroide foi descoberto no dia 15 de abril de 1999, por LINEAR em Socorro.